# Ossaea meridionalis
Ossaea meridionalis är en tvåhjärtbladig växtart som beskrevs av D'el Rei Souza. Ossaea meridionalis ingår i släktet Ossaea och familjen Melastomataceae. Inga underarter finns listade i Catalogue of Life.